# Siege de San Diego
Le Siège de San Diego (en anglais : San Diego Siege) est une franchise de basket-ball féminin de la ville de San Diego, appartenant à la NWBL.

## Palmarès
- Finaliste de la NWBL : 2006